# Улоговина Макарова

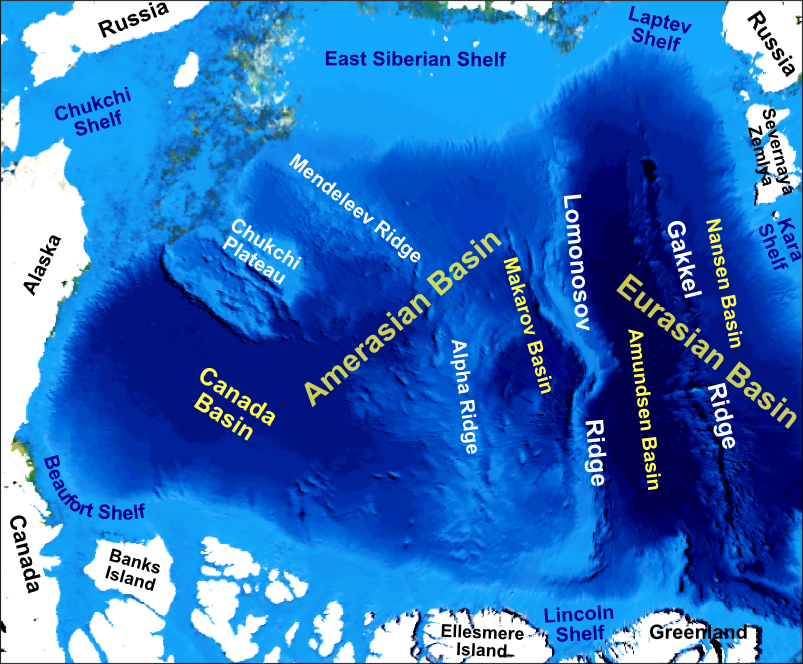
Основні батиметричні особливості Північного Льодовитого океану

Улоговина Макарова — океанічна котловина в Північному Льодовитому океані, між хребтами Ломоносова і Менделєєва (хребет Альфа). Разом з Канадською улоговиною є складовою Амеразійського басейну
Глибина до 3940 м. Дно вкрите мулом. У західній частині сильно розчленована. Відгалуження хребта Менделєєва відокремлює котловину Макарова від котловини Підводників.
Відкрита радянськими вченими у 1950 році. Названа на честь українського океанографа і полярного дослідника  Степана Йосиповича Макарова.